# Agence des routes nationales de l'Inde

Carte, de 2006 du réseau d'Autoroutes Nationales avec les projets jusqu'en 2012.

L’Agence des routes nationales de l'Inde (hindi : भारतीय राष्ट्रीय राजमार्ग प्राधिकरण, anglais : National Highways Authority of India ou NHAI) est une agence du gouvernement central indien qui gère le réseau de 70 934 km de routes nationales (National Higways, NH). 
Les routes nationales indiennes sont en majorité à deux voies (50 000 km) et pour 15 000 km à quatre ou six voies, 1 000 km sont des autoroutes. Les routes nationales représentent 40 % du trafic routier et 2% de la longueur totale des routes de l'Inde. 
L'Agence des routes nationales de l'Inde dépend du ministère des Transports routiers et des Routes et a pour rôle d'entretenir, de construire et de développer ce réseau autoroutier, le « Projet de développement des routes nationales » (National Highways Development Project) est un projet majeur de coordination et de développement de l'ensemble des autoroutes nationales. L'un des projets de l'agence est la création du Quadrilatère d'or qui relie les plus grandes villes de l'Inde.